# Serginho (Fußballspieler, 1971)
Serginho (* 27. Juni 1971 in Nilópolis; bürgerlich Sérgio Cláudio dos Santos Aveiro) ist ein ehemaliger brasilianischer Fußballspieler. Sein Spitzname war Il Concorde aufgrund seiner Schnelligkeit und seiner Unermüdlichkeit.
Serginho begann seine Karriere 1994 in Brasilien bei EC Bahia, wo er seine erste Meisterschaft gewonnen hat, Flamengo Rio de Janeiro und Cruzeiro Belo Horizonte. 1996 wechselte er zum FC São Paulo.
1999 erfolgte für 8,9 Millionen Euro der Transfer in die italienische Serie A zum AC Mailand. Bei Milan war er meist Ergänzungsspieler, kam aber trotzdem regelmäßig zum Einsatz. Den Höhepunkt seiner Milan-Karriere erlebte er wohl beim 6:0-Sieg über Inter Mailand im Mai 2001, wo er drei Tore vorbereitete und eins selbst erzielte. Mit dem AC Milan gewann er 2003 das Finale der Champions League, wo er im entscheidenden Elfmeterschießen einen Strafstoß verwandelte. Im Elfmeterschießen des Finales der Champions League 2004/05 gegen den FC Liverpool ging sein Schuss am Tor vorbei. 2008 gab der Brasilianer sein Karriereende bekannt, sichtlich bewegt machte er am 18. Mai 2008 sein letztes Spiel für Milan gegen Udinese Calcio.
Serginho debütierte im September 1998 für Brasilien gegen Serbien-Montenegro. Mit der brasilianischen Nationalmannschaft gewann er 1999 die Copa América und spielte auch beim Konföderationen-Pokal, wo man im Finale 3:4 gegen Mexiko verlor. Ins brasilianische Team für die Fußball-Weltmeisterschaft 2002 wurde Serginho nicht einberufen, obwohl er in den Qualifikationsspielen zur WM eingesetzt wurde.

## Erfolge

### Als Spieler
Nationalmannschaft
- Copa América: 1999

EC Bahia
- Campeonato Baiano: 1994

Cruzeiro Belo Horizonte
- Copa de Oro: 1995
- Copa do Brasil: 1996

FC São Paulo
- Campeonato Paulista: 1998

AC Mailand
- Italienische Meisterschaft: 2004
- UEFA Champions League: 2003, 2007
- Italienischer Pokal: 2003
- UEFA Super Cup: 2003, 2007
- Italienischer Supercup: 2004
- FIFA-Klub-Weltmeisterschaft: 2007